# 服务器核心
服务器核心（英語：Server Core），是一个全新的微软Windows Server安装选项， 在Windows Server 2008上首次推出。服务器核心提供了一个功能简化到核心服务的服务器环境。由于其功能有限，它减少了服务和管理要求、攻击面、磁盘占用和内存使用率。Windows Server团队的项目经理Andrew Mason表示，开发服务器核心的一个主要的目的是为了降低Windows Server操作系统的攻击面，并且在未来的五年内约有70%的漏洞不会影响到服务器核心版本的Windows Server。 值得注意的是，该版本没有Windows资源管理器。所有的服务器配置和维护是通过命令提示符，或者通过远程连接使用微软管理控制台（MMC）、远程服务器管理工具和PowerShell来管理。

## 配置方案
随着服务器核心安装选项逐渐成熟，它已经从安装选项发展到可配置日常使用的级别。服务器核心看起来不如完整的GUI版本，而完整的GUI版本被认为在服务器层之上有一个很少需要的客户端层。
| 安装形式 | Nano Server | 服务器核心   | 最小服务器界面       | 带有GUI界面的服务器安装选项或称之为“常规服务器” | 桌面体验      |
| 可用版本 | Server 2016 | Server 2008– | Server 2012 & 2012R2 | –2012 R2                                        | Server 2008 – |

在新版本的Windows Server有更多的配置方案：

## 发展历史

### Windows Server 2008
Windows Server 2008是第一个拥有服务器核心选项的Windows Server。尽管没有Windows资源管理器，但是记事本和一些控制面板程序,如区域设置都是可用的。Windows Server 2008服务器核心不包括：.NET 框架，Internet Explorer，和其他不支持的功能。服务器核心可以配置几个基本角色:Active Directory域服务、活动目录应用程序模式(ADAM)、DNS服务器、DHCP服务器、文件服务器、打印服务器、Windows媒体服务器、IIS和Hyper-V服务器。服务器核心也可以用来创建一个集群以使用故障转移集群、网络负载均衡。
对于Windows Server 2008来讲，服务器核心只是一个安装选项，它具有和GUI版本相同的文件和配置。
管理一个服务器核心的服务器对于管理员来讲会更轻松，一个名叫“scregedit.wsf”的Windows脚本包含了许多基本设置，比如： 自动更新 的开启或关闭、开启或关闭远程桌面以及改变网页的相关设置。

### Windows Server 2008 R2
在 Windows Server 2008 R2中，服务器核心包含了.NET 框架，一些应用程序(包括使用ASP.NET编写的网站和Windows PowerShell 2.0)可以在此版本下使用。因为有了.NET框架的支持，它也是第一个支持安装 Microsoft SQL Server 的服务器核心(一个解决方案表示只可用SQL Server 2012+). 服务器可使用远程管理。 新的服务器角色现在可以在服务器核心上运行，包括主动目录证书服务和文件服务角色的资源管理器组件。 WoW64 现在可被禁止。
除了 DISM 命令以外，一个新的命令行服务器的配置工具(Sconfig.cmd)已经可用于配置和管理的几种常见方面的核心服务器的安装。 现在，服务器管理员可用该配置工具管理安装了服务器核心的服务器。

### Windows Server 2012
相较于的先前版本， Windows Server 2012 可以在服务器桌面环境和服务器核心版本之间互相转换而无须重新安装。服务器核心现在是默认的安装选项。 还有一个新的安装选项，"最少的服务器界面"，允许一些GUI元素，例如MMC和服务器管理器的运行，但没有正常的桌面和默认程序，例如 文件管理。 "最少服务器界面"实际上是一个服务器角色，全GUI版本中包含了所有的角色。 一些新的角色都可以使用，像 Windows服务器更新服务 (WSUS)、活动目录权限管理服务 以及 路由和远程访问服务，并且支持许多了新特性。

### Windows Server 2012 R2
在 Windows Server 2012 R2 中, Windows Defender 已经在服务器核心安装中可用。在一般情况下，Windows Defender 被默认安装并启用。Template:Disputed-inline

### Windows Server 2016
Windows Server 2016有一个最小状态安装选项(小于服务器核心)，它被称作Nano Server，用于优化Hyper-V以及其他云端虚拟化方案。微软删除了GUI层，WoW64和Windows Installer。该版本也没有本地登录或远程桌面连接的GUI支持。

## 支持的图形程序

### Windows Server 2016

#### 在核心版本支持的一些图形程序
- control.exe -
- regedit.exe -
- notepad.exe - 记事本
- cmd.exe -
- msinfo32.exe -
- msiexec.exe - Windows Installer
- taskmgr.exe -
- powershell.exe - Windows PowerShell

资源管理器功能的子集 -所有可在文件（文件夹）上完成的命令 -例如打开保存对话框
- 文件复制、粘贴、重新命名，删除，创建新的文件夹
- 磁盘的属性，包括工具上的对话样的错误检查

#### 其他可工作的图形程序
- adexplorer.exe - 活动的目录资源管理器
- procexp.exe - Sysinternals Process Explorer
- procmon.exe - Sysinternals Process Monitor
- tcpview.exe - Sysinternals TCP监视程序
- vmmap.exe - Sysinternals VMMap
- rammap.exe - Sysinternals RamMap1.50
- portqueryui.exe - PortQueryUI

更多...
- MinWin